# Route nationale 628
Die Route nationale 628, kurz N 628 oder RN 628, war eine französische Nationalstraße, die von 1933 bis 1973 in zwei Teilen zwischen Montesquieu-Volvestre und Saint-Jean-de-Verges verlief. Ihre Gesamtlänge betrug 37,5 Kilometer.